# تجمع بدو البطحة (المكلا)

تعديل مصدري - تعديل

تجمع بدو البطحة هي إحدى قرى عزلة المكلا بمديرية المكلا التابعة لمحافظة حضرموت، بلغ تعداد سكانها 34 نسمة حسب تعداد اليمن لعام 2004.